# BD+11 1075
BD+11 1075 — хімічно пекулярна зоря спектрального класу
A3 й має видиму зоряну величину в смузі V приблизно 12,0.